# 上哈伊
49°18′48″N 23°39′22″E / 49.31333°N 23.65611°E
上哈伊（羅馬化：Verkhni Hai）是烏克蘭西部利維夫州德羅霍貝奇區的村莊，始建於1670年，面積2.4平方公里，2017年人口1,000，密度每平方公里432.92人。